# Tin Bigha Corridor

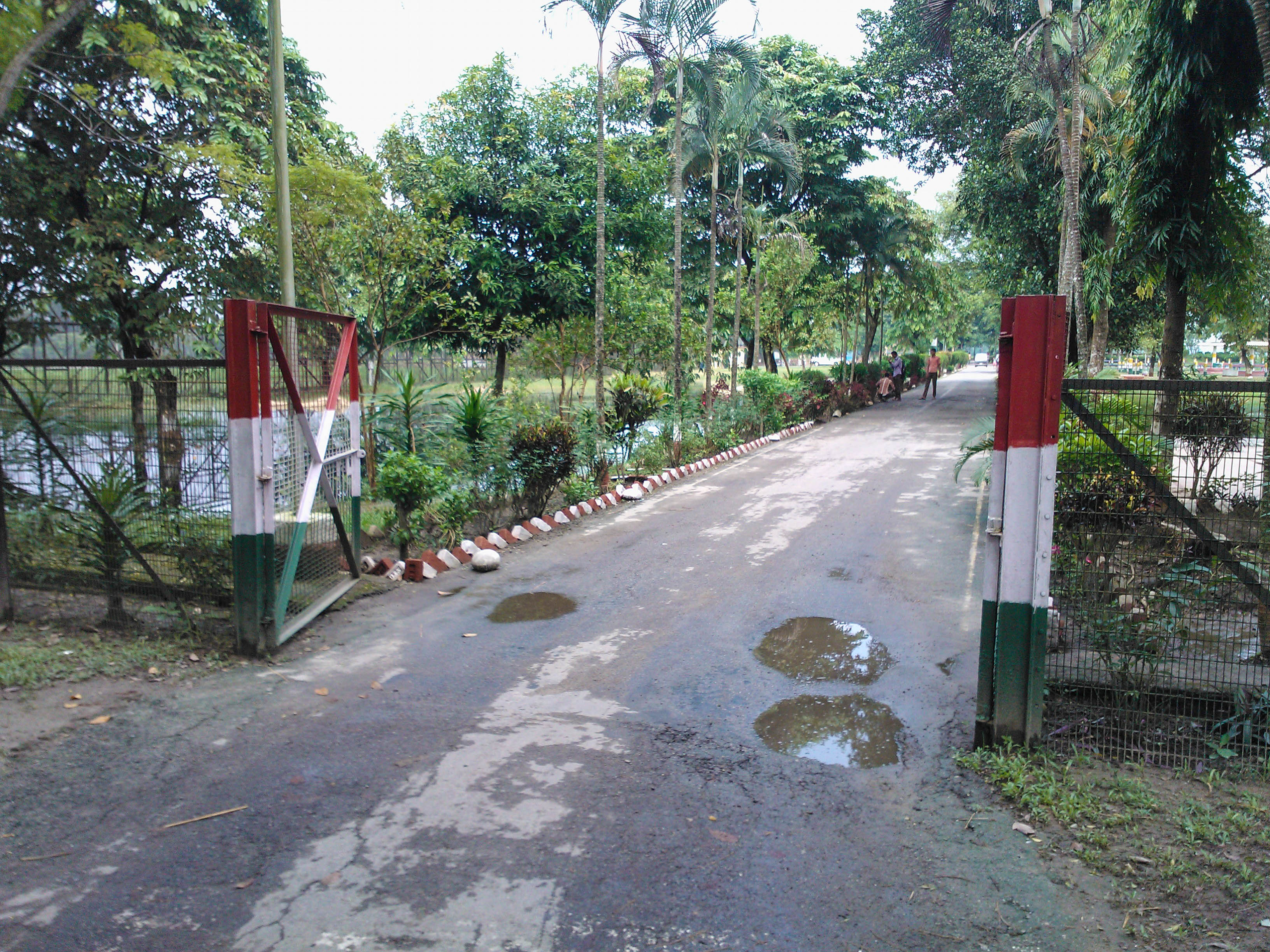
Eingang zum Tin Bigha Corridor in Bangladesch (September 2015)

Der Tin Bigha Corridor (bengalisch তিনবিঘা করিডর; wörtlich: Drei-Bigha-Korridor) ist ein befestigter Landstreifen im indischen Bundesstaat Westbengalen. Der 178 Meter lange und 85 Meter breite Korridor verbindet die seit 1. August 2015 einzige verbliebene Enklave des indisch-bangladeschischen Enklavenkomplexes, Dahagram-Angarpota, mit ihrem Mutterland Bangladesch.

## Geschichte

### Entstehung des Korridors
Anders als alle anderen Enklaven der Region sollte Dahagram-Angarpota aufgrund ihrer Größe und Einwohnerzahl sowie der extremen Nähe zur bangladeschischen Grenze permanent bestehen bleiben. Um den Bewohnern dauerhaft Zugang zu ihrem Mutterland zu gewähren, vereinbarten Indien und Bangladesch die Schaffung eines Korridors. Dieses wurde erstmals in Artikel eins, Absatz 14 eines 1974 unter Indira Gandhi und Mujibur Rahman geschlossenen Grenzvertrages festgeschrieben:

“India will retain the southern half of South Berubari Union No. 12 and the adjacent enclaves, measuring an area of 2.64 square miles approximately, and in exchange Bangladesh will retain the Dahagram and Angorpota enclaves. India will lease in perpetuity to Bangladesh an area of 178 metres × 85 metres near 'Tin Bigha' to connect Dahagram with Panbari Mouza (P.S. Patgram) of Bangladesh.”

„Indien wird die südliche Hälfte der South Berubari Union Nr. 12 und die entsprechenden Enklaven im Ausmaß von etwa 2,64 Quadratmeilen behalten, und Bangladesch im Gegenzug die Enklaven Dahagram und Agarpota. Indien wird Bangladesch dauerhaft eine Fläche von 178 × 85 Meter nahe „Tin Bigha“ verpachten, um Dahagram mit Panbari Mouza (P.S. Pagram) in Bangladesch zu verbinden.“

Die Ratifizierung durch das indische Parlament blieb in der Folge jedoch aus. Stattdessen wurde der Vertrag 1982, sieben Jahre nach Rahmans Tod, nachverhandelt, um Indien die volle Kontrolle über den Korridor zu garantieren. Insbesondere indische Nationalisten sahen in der Schaffung des Korridors ein territoriales Zugeständnis an das Nachbarland und fürchteten, das südlich gelegene Dorf Kuchlibari könnte vom Rest des Landes abgeschnitten werden. So instrumentalisierte etwa die Bharatiya Janata Party den Grenzkonflikt für ihre politische Agenda. Einer der Parteiführer, L. K. Advani, versicherte den Bewohnern von Kuchlibari vor Ort, sie notfalls auch unter Gewaltanwendung beschützen zu wollen. Als der Korridor am 26. Juni 1992 erstmals für wenige Stunden geöffnet wurde, kam es zwischen Umlandbewohnern und Polizeibeamten tatsächlich zu gewaltsamen Zusammenstößen. Zwei Menschen wurden dabei getötet, zahlreiche andere verhaftet.

### Schrittweise Öffnung

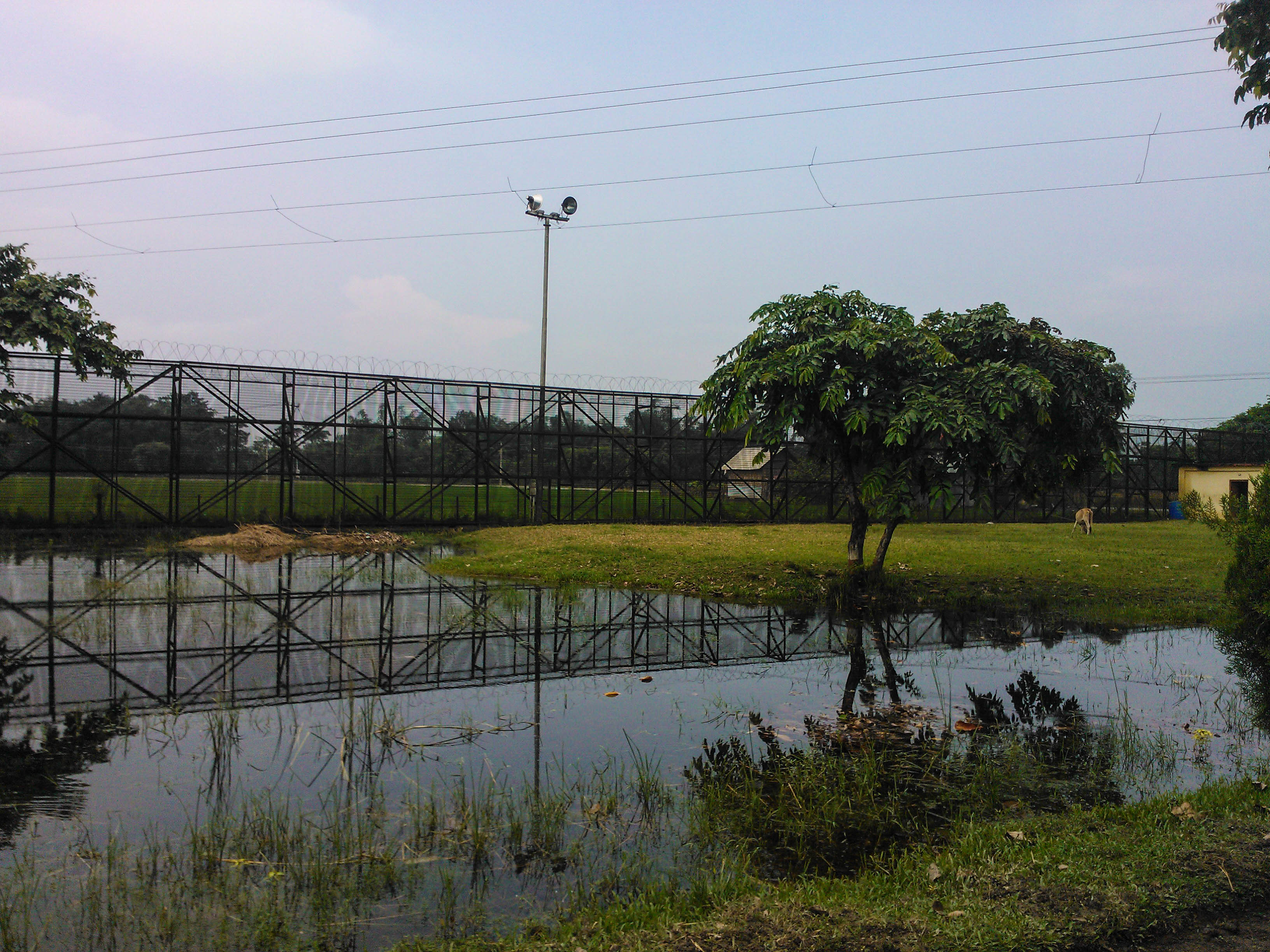
Begrenzungszaun (2015)

Nachdem der Korridor anfangs lediglich dreimal täglich für je eine Stunde geöffnet hatte, wurde die tägliche Öffnungsdauer in den folgenden beiden Jahrzehnten schrittweise ausgeweitet. Noch während der 1990er Jahre öffnete die indische Border Security Force (BSF) den Durchgang sechs Stunden täglich, im April 2001 verdoppelte sie die Öffnungsdauer auf zwölf Stunden. Gleichzeitig ließ Indien jedoch einen Grenzzaun um die Enklave  errichten, was bei der mehrheitlich muslimischen Bevölkerung für neue Unzufriedenheit sorgte. Die Wartung von Verkehrs- und Gesundheitsinfrastruktur von Bangladesch aus sowie die angemessene Versorgung medizinischer Notfälle waren weiterhin nur eingeschränkt möglich. Teure Alternativen wie eine Überführung oder eine Brücke über die Tista wurden angedacht, aber nie verwirklicht.
Obwohl der Tin Bigha Corridor ab 8. September 2011 dauerhaft offenstehen sollte, klagten Enklavenbewohner über Schikanen durch die indische Grenzpolizei. Selbst nachdem Bangladeschs Premierministerin Hasina Wajed Dahagram-Angarpota besucht und den Korridor offiziell für eröffnet erklärt hatte, blockierte ihn die BSF täglich eine Stunde lang für das Hissen der indischen Flagge. Erst seit der endgültigen Einigung im indisch-bangladeschischen Grenzkonflikt Mitte des Jahres 2015 steht der an Bangladesch verpachtete Durchgang der bangladeschischen Bevölkerung tatsächlich rund um die Uhr offen.
Der Name des Korridors stammt aus der bengalischen Sprache. Der Ausdruck Bigha steht für ein Flächenmaß, das deutlich kleiner ist als ein Acre, tin für die Zahl drei.